# Rajd Arktyczny 1979
Rajd Arktyczny 1979 (14. Arctic Rally) – 14 edycja rajdu samochodowego Rajd Arktyczny rozgrywanego w Finlandii. Rozgrywany był od 2 do 3 lutego 1979 roku. Była to druga runda Rajdowych Mistrzostw Europy w roku 1979 (rajd miał najwyższy współczynnik – 4) oraz trzecia runda Rajdowych Mistrzostw Finlandii.

## Klasyfikacja rajdu
| Miejsce                                            | Kierowca                                           | Pilot                                              | Samochód                                           | Czas                                               | Strata                                             |                                                    |
| Klasyfikacja generalna, ERC i mistrzostw Finlandii | Klasyfikacja generalna, ERC i mistrzostw Finlandii | Klasyfikacja generalna, ERC i mistrzostw Finlandii | Klasyfikacja generalna, ERC i mistrzostw Finlandii | Klasyfikacja generalna, ERC i mistrzostw Finlandii | Klasyfikacja generalna, ERC i mistrzostw Finlandii | Klasyfikacja generalna, ERC i mistrzostw Finlandii |
| -------------------------------------------------- | -------------------------------------------------- | -------------------------------------------------- | -------------------------------------------------- | -------------------------------------------------- | -------------------------------------------------- | -------------------------------------------------- |
| 1.                                                 | Leo Kinnunen                                       | Jussi Kuukkala                                     | Porsche 911                                        | 4:03:42                                            | 0.0                                                |                                                    |
| 2.                                                 | Ulf Grönholm                                       | Bob Rehnström                                      | Fiat 131 Abarth                                    | 4:05:37                                            | +1:55                                              |                                                    |
| 3.                                                 | Robert Gröndahl                                    | Matti Lammi                                        | Saab 96 V4                                         | 4:05:39                                            | +1:57                                              |                                                    |
| 4.                                                 | Kalevi Aho                                         | Pekka Kaipainen                                    | Opel Kadett GT/E                                   | 4:07:07                                            | +3:25                                              |                                                    |
| 5.                                                 | Peter Geitel                                       | Rolf Mesterton                                     | Chrysler Avenger                                   | 4:07:26                                            | +3:44                                              |                                                    |
| 6.                                                 | Jouni Kinnunen                                     | Esa Verkala                                        | Ford Escort RS 2000 MKII                           | 4:10:36                                            | +6:54                                              |                                                    |
| 7.                                                 | Timo Jouhki                                        | Juha Piironen                                      | Ford Escort RS 1800 MKII                           | 4:10:42                                            | +7:00                                              |                                                    |
| 8.                                                 | Hannu Valtaharju                                   | Risto Anttila                                      | Ford Escort RS 1800 MKII                           | 4:11:14                                            | +7:32                                              |                                                    |
| 9.                                                 | Erkki Pitkänen                                     | Seppo Harjanne                                     | Chrysler Avenger                                   | 4:12:32                                            | +8:50                                              |                                                    |
| 10.                                                | Mikael Sundström                                   | Rauno Sorjonen                                     | Chrysler Avenger                                   | 4:12:55                                            | +9:13                                              |                                                    |